# The Concorde ... Airport '79
The Concorde ... Airport '79 is een Amerikaanse rampenfilm uit 1979 onder regie van David Lowell Rich. De film is het vierde en laatste deel uit het Airport-reeks, met Airport (1970), Airport 1975 (1974) en Airport '77 (1978) als voorlopers. Net als in de vorige delen bestond de cast uit beroemde namen. George Kennedy is de enige die in alle vier de films te zien was. 

## Rolbezetting
| Acteur               | Personage                  |
| -------------------- | -------------------------- |
| Alain Delon          | Capt. Paul Metrand         |
| Susan Blakely        | Maggie Whelan              |
| Robert Wagner        | Kevin Harrison             |
| Sylvia Kristel       | Isabelle                   |
| George Kennedy       | Capt. Joseph "Joe" Patroni |
| Eddie Albert         | Eli Sands                  |
| Bibi Andersson       | Francine                   |
| Charo                | Margarita                  |
| Pierre Jalbert       | Henri                      |
| John Davidson        | Robert Palmer              |
| Andrea Marcovicci    | Alicia Rogov               |
| Martha Raye          | Loretta                    |
| Cicely Tyson         | Elaine                     |
| Jimmie Walker        | Boise                      |
| David Warner         | Peter O'Neill              |
| Mercedes McCambridge | Nelli                      |
| Avery Schreiber      | Russian coach Markov       |
| Sybil Danning        | Amy                        |
| Monica Lewis         | Gretchen                   |
| Nicolas Coster       | Dr. Stone                  |
| Robin Gammell        | Halpern                    |
| Ed Begley jr.        | Rescuer #1                 |
| Jon Cedar            | Froelich                   |
| Macon McCalman       | Carl Parker                |
| Kathleen Maguire     | Mary Parker                |
| Marneen Fields       | American Olympic Athlete   |
| Harry Shearer        | (stem) Jeffrey Marx        |